# Liviu Cepoi
Constantin-Liviu Cepoi (n. 25 aprilie 1969, Broșteni, România) este un sănier româno-moldovean, care a concurat la patru Jocuri Olimpice de iarnă (la trei din partea României și la unul din partea Republicii Moldova).

## Cariera sportivă
Liviu Cepoi a început să practice sportul de sanie în anul 1975, la CSȘ Vatra Dornei. În anul 1988 s-a legitimat la ASA Brașov. În ultimii ani de dinainte de Revoluție, sportivii de la clubul armatei din Brașov au beneficiat de două luni pe an de antrenament pe pârtia performantă a clubului armatei din Republica Democrată Germană.
În întreaga sa carieră, el a fost multiplu campion de juniori și seniori (21 titluri) în probele de simplu și dublu sanie. El a concurat la mai multe campionate și europene de sanie obținând următoarele clasări: locul 4 - Campionatul Mondial (1990, Calgary); locul 3 - Cupa Mondială (1990, Oberhof); locul 6 - Campionatul Mondial (1991, Wittenberg); locul 4 - Campionatul European (1992, Königsee); locul 5 - Campionatul Mondial (1994, Lake Placid) și locul 5 - Campionatul Mondial (1995, Lillehammer).
Liviu Cepoi a concurat pentru România la trei Jocuri Olimpice de iarnă. La Albertville (1992), el a concurat împreună cu Ioan Apostol, terminând pe locul 4 la proba de dublu, după ce au concurat cu o sanie Gemina provenită din RDG, veche de 5 ani și modificată după fotografii. Doi ani mai târziu, la Lillehammer (1994), cei doi s-au clasat pe locul 6 la aceeași probă.
Deoarece Apostol s-a retras ca urmare a vârstei (era născut în 1959 și cu 10 ani mai în vârstă decât Cepoi), Cepoi a concurat împreună cu Ion Cristian Stanciu la Nagano (1998), terminând pe locul 16 în proba de sanie-dublu. În anul 2000 a absolvit Facultatea de Educație Fizică și Sport de la Universitatea Bacău.
În același an, Liviu Cepoi a fost numit în funcția de selecționer și antrenor principal al lotului de sanie al Republicii Moldova. El a făcut parte din delegația Republicii Moldova la Jocurile Olimpice de iarnă de la Salt Lake City (2002), clasându-se pe locul 38 în proba individuală de sanie. Ulterior, el a contribuit la legitimarea tânărului sănier dornean Bogdan Macovei în lotul național al Republicii Moldova, acesta fiind antrenat de Ioan Apostol. Întrebat de ce a ales să concureze pentru Republica Moldova și nu pentru România, sportivul Bogdan Macovei a afirmat: "Am ajuns să particip pentru Moldova datorită lui Liviu Cepoi. Dacă nu era el probabil nu aș fi fost nici aici (la Vancouver n.n.), nici la Torino în 2006! (...) Nu concurez pentru România pentru că nu am avut «loc» de «alții»!" 

## Activitatea politică
Liviu Cepoi s-a înscris în PNL în anul 1996, îndeplinind funcțiile de consilier local la Vatra Dornei (2000-2004) și de consilier județean al județului Suceava (2004-2008).
În februarie 2005 a fost numit în funcția de vicepreședinte al Autorității Naționale pentru Sport a României. La 4 decembrie 2006, președintele ANS Florian Gheorghe a demisionat după ce Partidul Conservator a decis să iasă de la guvernare. În aceeași zi, Liviu Cepoi a preluat provizoriu atribuțiile de președinte al ANS, dar la 11 decembrie 2006 Liviu Cepoi a fost eliberat din funcția de vicepreședinte al Agenției Naționale pentru Sport și înlocuit cu Valentin Vasilescu .
În perioada activității sale la ANS, Cepoi a dispus ca o parte din banii statului să fie dirijați și către Vatra Dornei. Astfel, guvernul a înființat Clubul Sporturilor de Iarnă, a amenajat pârtii de schi, a deschis instalații de cablu și a adus trei tunuri de zăpadă la Vatra Dornei etc.
Liviu Cepoi este și un om de afaceri cunoscut pe plan local. El este proprietarul hotelurilor Maestro, Veverița și Cabana Schiorilor din Vatra Dornei. Este căsătorit și are un copil.